# Andres Briner
Andres Briner (* 31. Mai 1923 in Zürich; † 1. Juni 2014 ebenda) war ein Schweizer Musikhistoriker, Hochschullehrer und Kulturjournalist.

## Leben
Briner studierte von 1943 bis 1952 Germanistik und Musikwissenschaft am Konservatorium und an der Universität Zürich. In Musikwissenschaft war er für ein Jahr Schüler von Paul Hindemith. 1953 wurde er bei Antoine-Elisée Cherbuliez an der Universität Zürich promoviert. Ab 1968 wirkte er in der Hindemith-Stiftung als Stiftungsrat, von 1986 bis 1998 war er deren Präsident.
Im Radiostudio Zürich arbeitete er mit Rolf Liebermann von 1953 bis 1955. Anschliessend ging er an das Department of Music an der University of Pennsylvania, an dem er bis 1964 unterrichtete. Von 1964 bis 1988 war er als Nachfolger von Willi Schuh Redaktor des Feuilletons der Neuen Zürcher Zeitung für die Bereiche Musik und Musikwissenschaft. Briners Hauptarbeitsgebiete betrafen das Schaffen von Paul Hindemith und die neuere Musik seit 1880. Ausserdem war er auf Komponisten in der Schweiz sowie die Musikgeschichte Zürichs spezialisiert.

## Ehrungen
- 2006: Ehrendoktorat der Philosophischen Fakultät der Universität Zürich[4]

## Schriften
- Der Wandel der Musik als Zeitkunst. Universal Edition, Wien 1955 (Dissertation, Universität Zürich, 1953, als Versuch über die musikalische Zeitgestalt und ihre Wandlung in der europäischen Musik seit der mensuralen Mehrstimmigkeit).
- Practica musica. Vom Umgang mit alter Musik. Übers. einer Arbeit von Thurston Dart. Sammlung Dalp, Bd. 29. A. Francke Verlag, Bern/München 1959.
- Friedrich Nietzsche als Musiker (Sonderabdruck aus Schweizer Monatshefte, 42. Jahr, Heft 6, September 1962).
- Musikgeschichte aus der Perspektive Zürichs. 150. Neujahrsblatt der Allgemeinen Musikgesellschaft Zürich auf das Jahr 1966. Hug, Zürich 1966.
- Paul Hindemith. Atlantis, Zürich/Freiburg 1971.
- Tendenzen und Verwirklichungen. Festschrift des Schweizerischen Tonkünstlervereins aus Anlass seines 75-jährigen Bestehens (1900–1975). Atlantis, Zürich 1975 (mit Max Favre, Paul-André Gaillard und Bernard Geller).
- Briefe an Volkmar Andreae: ein halbes Jahrhundert Zürcher Musikleben 1902–1959. Hrsg. von Margaret Engeler in Zusammenarbeit mit Ernst Lichtenhahn. Einleitung von Gerold Fierz, Beitr. von Andres Briner. Atlantis, Zürich 1986.
- mit Giselher Schubert, Dieter Rexroth: Paul Hindemith. Leben und Werk in Bild und Text. Schott, Mainz 1988, ISBN 3-7957-0204-6.
Italienisch: Paul Hindemith. Vita e opere. DeFerrari, Genua 1995, ISBN 88-7172-033-4.
- Swiss Composers in the 20th Century. Eleven short portraits. Arts Council of Switzerland/Pro Helvetia, 1990.
- Armin Schibler 1920–1986. 1. Teil: Leben und Persönlichkeit. Hug, Zürich 1990 (mit Hans-Rudolf Metzger). 2. Teil: Zur Musik. Hug, Zürich 1991 (174. bzw. 175. Neujahrsblatt der Allgemeinen Musikgesellschaft Zürich).
- Musikalische Koexistenz. Hrsg. Giselher Schubert. Mit einem Vorwort von Hermann Danuser. Schott, Mainz 1993, ISBN 3-7957-1868-6.
- Rudolf Kelterborn. Dossier Musik. Pro Helvetia/Zytglogge Verlag, 1993 (Hrsg. mit Thomas Gartmann und Felix Meyer).
- Willi Schuh 1900–1986. Musikwissenschafter, NZZ-Redaktor, Schoeck-Pionier und Strauss-Biograph. Hug, Zürich 1998 (182. Neujahrsblatt der Allgemeinen Musikgesellschaft Zürich).
- Illusion und Wirklichkeit. Zürcher Theater von 1834 bis 1902. Biedermeier, Gründerzeit, Stabilität; als Fortsetzung der Neujahrsblätter der Chorherrenstube Nr. 221 / Gelehrte Gesellschaft (Zürich): Neujahrsblatt Stück 163. Beer, Zürich 2000.